# Yūichirō Hayashi
Yūichirō Hayashi (林祐一郎; ...) è un regista giapponese.
Tra i suoi lavori più conosciuti figurano gli adattamenti anime di Dorohedoro e Kakegurui.

## Filmografia parziale
- Garo: Divine Flame (2016)
- Kakegurui - serie TV (2017-2019)
- Garo: Hono no kokuin - serie TV (2018)
- Dorohedoro - serie TV (2020)
- L'attacco dei giganti - serie TV (2020-2021)